# Deniz Dilek
Deniz Dilek (* 2. April 2007) ist eine türkische Tennisspielerin.

## Karriere
Dilek begann mit sieben Jahren das Tennisspielen und bevorzugt Hartplätze. Sie spielt bisher ausschließlich auf der ITF Women’s World Tennis Tour, wo sie bislang einen Doppeltitel gewonnen hat.
2024 trat sie im September bei den US Open im Juniorinneneinzel an, wo sie in der ersten Qualifikationsrunde mit 4:6 und 4:6 gegen Leena Friedman verlor. Im Oktober erhielt sie eine Wildcard für das Hauptfeld im Dameneinzel der mit 40.000 US-Dollar dotierten W50 Kayseri, wo sie in der ersten Runde in drei Sätzen gegen Eliessa Vanlangendonck und im Achtelfinale überraschend gegen die topgesetzte Raluca Șerban mit 6:4 und 6:4 gewann, ehe sie im Viertelfinale mit 0:6 und 2:6 gegen Sarina Dijas verlor. Im November gewann sie an der Seite von Rada Solotarjowa ihren ersten ITF-Titel im Doppel.
2025 startete sie bei den Australian Open, wo sie im Juniorinneneinzel in der ersten Runde gegen Emilie Chen mit 6:3 und 6:4 gewann, dann aber in der zweiten Runde gegen Wakana Sonobe mit 2:6 und 2:6 verlor. Im Juniorinnendoppel verlor sie mit Partnerin Beatrise Zeltiņa bereits in der ersten Runde gegen die an Position zwei gesetzte Paarung Emerson Jones und Hannah Klugman mit 6:76 und 3:6.

## Turniersiege

### Doppel
| Nr. | Datum             | Turnier | Kategorie | Belag | Partnerin        | Finalgegnerinnen            | Ergebnis |
| --- | ----------------- | ------- | --------- | ----- | ---------------- | --------------------------- | -------- |
| 1.  | 17. November 2024 | Antalya | ITF W15   | Sand  | Rada Solotarjowa | Baylen Brown Jamilah Snells | 6:0, 6:2 |